# 盖布·穆奥内克
纳杜贝姆·加布里埃尔·恩伊纳亚·穆奥内克（英語：Nnadubem Gabriel Enyinaya Muoneke，1978年2月7日—），生于美国密歇根州安娜堡，尼日利亚裔美国职业篮球运动员，现已退役。

## 美国篮球生涯
穆奥内克在美国休斯敦地区长大，高中就读于Cypress Falls高中。穆奥内克大学时期在美国德克萨斯州大学奥斯汀分校打球，在大学篮球队效力四个赛季后于2000年毕业。穆奥内克随后在NBDL的选秀中在第一轮被哥伦布河龙选中，还在同联盟的罗诺克炫耀队打过球。他参加了休斯敦火箭、夏洛特山猫和犹他爵士的NBA夏季联赛，但都在新赛季开赛前被放弃。

## 加盟各国联赛
穆奥内克未能进入NBA后选择了离开美国到世界其他地方打球，他先后效力过土耳其、阿根廷、波多黎各、菲律宾、中国、韩国、西班牙、法国等地。

## 篮球经历
- 德克萨斯州大学奥斯汀分校打球至2000年毕业
- 2000年选秀中未被球队选中
- 2000年CBA联盟选秀中第54顺位被韦恩堡复仇女神队 (Wayne Fury)选中
- 2000年ABA联盟选秀中第42顺位被芝加哥客机队 (Chicago Skyliners)选中
- 2000年IBL联盟选秀中第4顺位被特伦顿流星队 (Trenton Shooting Stars)选中
- 2000年12月和土耳其联赛球队卡尔希雅（Pinar Karsiyaka）签约，次年2月加盟阿根廷博卡青年队
- 2001年在NBDL选秀中第4顺位被哥伦布河龙队选中，2001-02赛季效力于河龙队
- 2002年5月加盟波多黎各桑图尔塞捕蟹者队（Cangrejeros de Santurce），六月离开球队加盟菲律宾联赛的PureFoods TJ热狗队 (Purefoods TJ Hot Dogs)至夏天
- 2002-03赛季效力于NBDL的罗诺克炫耀队，赛季结束后加盟西班牙联赛的卡塞雷斯队（Caceres）
- 2003年7月签约休斯敦火箭，但是10月在新赛季开赛前被放弃
- 2003年11月加盟北京奥神队
- 2004年加盟波多黎各科阿莫马拉松队（Maratonistas de Coamo），7月离开球队
- 2004-05赛季效力于韩国联赛的釜山奇翼队，赛季结束后重返波多黎各Maratonistas de Coamo队
- 2005年8月加盟韩国联赛首尔骑士队
- 2006年5月加盟波多黎各联赛的庞塞狮队 (Ponce Lions)
- 2006-07赛季效力于CBA联赛浙江广厦队
- 2007年10月签约夏洛特山猫队，但一个月后的新赛季开赛前被放弃
- 2007年冬季，他与西班牙职业篮球联赛（ACB）的巴斯克尼亚俱乐部（Saski Baskonia）签订了一份三个月的短期合同，以顶替球队中受伤的立陶宛名将塞玛斯·扎萨迪斯参加2007-08赛季的联赛，但是在合同到期后未被续约。
- 2008年11月加盟云南奔牛
- 2009年夏天加盟法国联赛的里昂维勒班ASVEL（ASVEL Villeurbanne）但在同年九月离开，随后签约犹他爵士队但在10月被放弃。
- 2010年他在自己的博客中宣布退役。

## 个人荣誉
- 1999年，无异议的入选大12联盟 (All-Big 12)第一阵容。
- 2000年，入选NABC All-District 9第一阵容。
- 2000年，入选大12联盟 (All-Big 12)第二阵容。
- 2003年，帮助尼日利亚国家男篮夺得非洲篮球锦标赛的银牌。